# Escaleras del Machete
Las escaleras del Machete son una vía pública de la ciudad española de Vitoria.

## Descripción
Las escaleras, que recibieron su título en octubre de 1887, principian cerca del atrio de la iglesia de San Miguel Arcángel, junto a los Arquillos, y suben hasta la plaza del Machete. La imagen de la Virgen Blanca, patrona de la ciudad, estuvo en las escaleras antes de trasladarse unos pocos metros hasta su ubicación actual. Aparecen descritas en la Guía de Vitoria (1901) de José Colá y Goiti con las siguientes palabras:

Escalera del Machete.—Se le dió este título, siendo su nombre primitivo, en 12 de octubre de 1887. Principia en la esquina de los Arquillos de San Miguel y concluye en la plazuela del Machete.
(Colá y Goiti, 1901, p. 41)